# Aeluropus lagopoides
Aeluropus lagopoides là một loài thực vật có hoa trong họ Hòa thảo. Loài này được (L.) Thwaites mô tả khoa học đầu tiên năm 1864.